# Владимировка (Белоцерковский район)
Владимировка (укр. Володимирівка) — село, входит в Белоцерковский район Киевской области Украины.
Население по переписи 2001 года составляло 157 человек. Телефонный код — .

## Местный совет
09132, Киевская обл., Белоцерковский р-н, с. Вольная Тарасовка, ул. Майская, 2а